# Defected
La Defected è una casa discografica operante nel campo della musica house, con una predominante preferenza per le sonorità più classiche di questo genere, diventando così la bandiera mondiale per quanto riguarda il genere deep/soulful/vocal/funky house.

## Storia
La storia della Defected ha inizio quando Simon Dunmore, dj e A&R della casa discografica AM:PM, decise di mettersi in proprio, con l'intento di creare una label che rispecchiasse la vera anima della house music. In particolare volle lanciare verso il grande palcoscenico artisti emergenti sul modello di una casa discografica con cui aveva collaborato e non che ha mai nascosto di ammirare: la Strictly Rhythm. Prese così un piccolo ufficio a Soho e fondò la sua Defected.

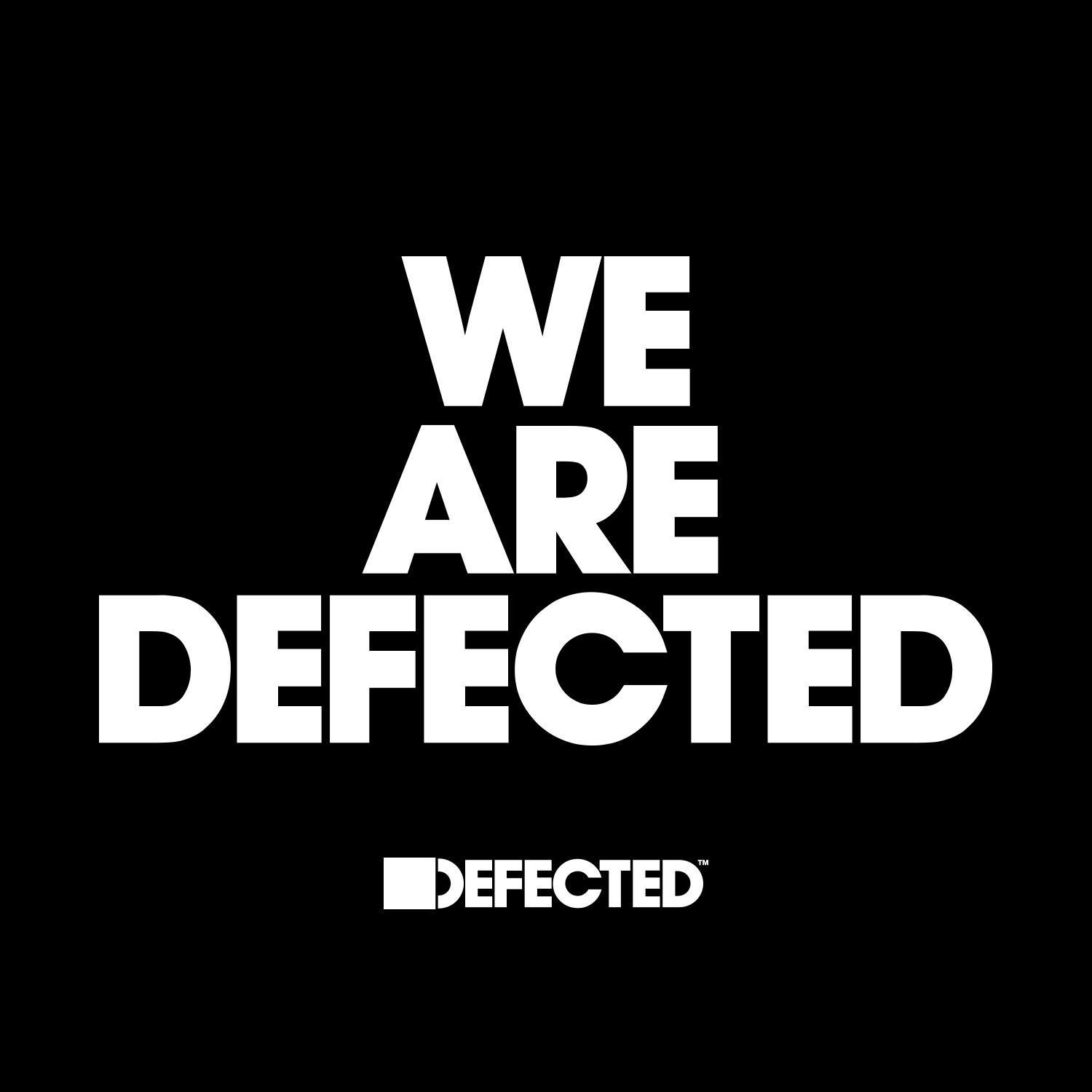
Logo

## I successi
Il primo singolo, Soulsearcher - Can't Get Enough è stato lanciato il 1º gennaio 1999 ed è stato di buon augurio per la salute dell'azienda, andando a #.8 nelle classifiche nazionali, dimostranti il giudizio astuto del Dunmore del mercato Dance ed i singoli successivi hanno realizzato costantemente i migliori posti in classifica. Passano solo due anni infatti e Another Chance di Roger Sanchez, estratta dal suo album First Contact arriva alla numero 1 inglese e si piazza bene sulla top40 europea e quella di altri paesi. Da questo momento giovani e star affermate escono negli anni su Defected, da DJ Chus a Mr.V portandola verso la leadership nel mercato dance mondiale, Per poi tornare al top delle classifica mondiali grazie alla collaborazione con la Yellow records del francese Bob Sinclar, che licenza per la Defected le hit Love Generation, World, Hold On, Rock This Party e nell'aprile del 2007 anche The Soundz of Freedoms costruita sul campione di Everybody is Free (To Feel Good) di Rozalla (seconda citazione dagli anni 90 per lui dopo Everybody Dance dei C+C Music Factory), disco che gli esperti preannunciano già come hit estiva della stagione 2000.

## Artisti
Gli artisti che hanno riscontrato maggiore successo: Banda Sonorra, DJ Chus, Bob Sinclar, Sandy Rivera (con il progetto Kings of Tomorrow), DJ Gregory, Martin Solveig (questi ultimi tre anche sotto forma del progetto Africanism), Junior Jack, Dennis Ferrer, Mr.V, Alix Alvarez, Âme, Fish go Deep, Chris Lake, Fedde Le Grand e Charles Webster. Come artisti italiani, spiccano i soli Pastaboys col remix di Rej degli Ame (uscita su Sonar Kollektiv ma licenziata su Defected, altra grande intuizione di Dunmore) e Limit EP. La casa discograficaa ha raggiunto il centesimo singolo Blaze ft. Barbara Tucker - Most Precious Love.
Nel 2014 Dunmore lancia Glitterbox, un fenomeno della vita notturna con lo scopo di creare un'atmosfera festaiola che riunisca le varie fasce di età sulla pista di ballo. Glitterbox è anche un programma radiofonico presentato da Melvo Baptiste e disponibile su YouTube.

## Defected "In The House"
La Defected ha anche una celebre serie di compilation chiamata In The House ognuna delle quali è mixata da un famoso dj. Tra i nomi che hanno firmato questa collana citiamo Louie Vega, the Shapeshifters, Tensnake, Jazzy Jeff e Osunlade.

## Defected in live
La Defected non è soltanto una casa discografica ma organizza anche eventi chiamati Defected In The House. I party sono ambientati nei locali di tutto il mondo, dall'Inghilterra (spesso al Ministry of Sound dove la label è basata, finanche al Giappone, l'est Europa, e l'America. Ma i più famosi sono quelli che si tengono ogni anno a South Beach a Miami in occasione del Winter Music Conference (WMC) e la residency estiva all’Ushuaïa di ibiza dove ogni mercoledì per tutta la stagione estiva vengono ospitati gli artisti che gravitano nell'(ampia) orbita Defected come Joey Negro, Copyright, Bob Sinclar, Dennis Ferrer, Dunmore stesso e altri.
Dal 2017 Defected organizza il Festival Defected Croatia, in Croazia, un festival della durata di sei giorni e sei notti con line up con DJ come: Basement Jaxx Dj Set, Camelphat, Claptone, Dennis Ferrer, Derrick Carter, Dimitri From Paris, Honey Dijon, Masters at Work, Peggy Gou, Nightmares on Wax, Roger Sanchez e Todd Terry'.

## Sotto etichette (SubLabels)
Defected ha anche altre case discografiche nel gruppo, Fluential aperto all'inizio del 2002 è "l'outlet" della Defected dove i dj ancora non famosi pubblicano i loro progetti. Ora la defected ha molte case discografiche nel gruppo: Defected, Defected ITH (specializzata in compilation), Fluential (la parte più commerciale, nonché banco di prova per giovani produttori), Copyright (nata dai copyright per autoprodursi, ma riceve tanti demo che si vede "costretta" a far uscire alcuni dischi.. viene assorbita dalla Defected ma musicalmente segue sempre la filosofia del duo inglese), Soul Heaven (specializzata in house raffinata e alternativa), Blackwiz e Code Red.